# سینما ساحل اهواز
سینما ساحل قدیمی‌ترین سینمای احداث‌شده در شهرستان اهواز است. این سینما در سال ۱۳۱۸ تأسیس شده و امروزه پس چندین بار تغییر مالکیت، بازسازی و تغییر نام همچنان فعال است. سینما میهن و سینما صحرا  نام‌های پیشین این سینما هستند. این سینما دارای یک سالن دوطبقه با ظرفیت ۲۳۶ نفر و یک سالن vip می‌باشد.

## تاریخچه
سینما میهن در سال ۱۳۱۸ توسط فردی با نام حسامیان تأسیس شد. این سینما دارای دو سالن تابستانی و زمستانی با ظرفیت مجموعاً ۷۳۵ نفر بود. میهن اولین سینمای شهرستان اهواز به حساب می‌آید و پیش از آن تنها یک مکان غیر استاندارد به نام شیرین در شهر فعال بوده‌است. سینما میهن در سال ۱۳۴۰ تخریب و مجدداً بازسازی شد و در سال ۱۳۴۱ با نام جدید سینما ساحل و با نمایش فیلم شکوه علفزار بازگشایی گردید. پس از انقلاب اسلامی، مالکیت این سینما به بنیاد مستضعفان سپرده‌شد و بنیاد نام سینما را به سینما صحرا تغییر داد. سینما صحرا در سال ۱۳۷۶ برای دومین بار تخریب شد و با زیربنای ۱۳۰۰ متر مربع و صرف هزینه و ۹ میلیارد ریال از نو ساخته شد. در سال ۱۳۸۳ پس از گذشت ۷ سال، سینما با یک سالن دوطبقه با ظرفیت ۳۷۰ نفر و با اکران فیلم برگ برنده مورد بازگشایی قرار گرفت و نامش به سینما ساحل برگردانده‌شد.